# 蒙巴薩岩頭長頷魚
蒙巴薩岩頭長頜魚，為輻鰭魚綱骨舌魚目象鼻魚科的其中一種，分布於非洲剛果民主共和國Lékoli河流域，體長可達12.7公分，棲息在底層水域，生活習性不明。